# ア・ボーラ

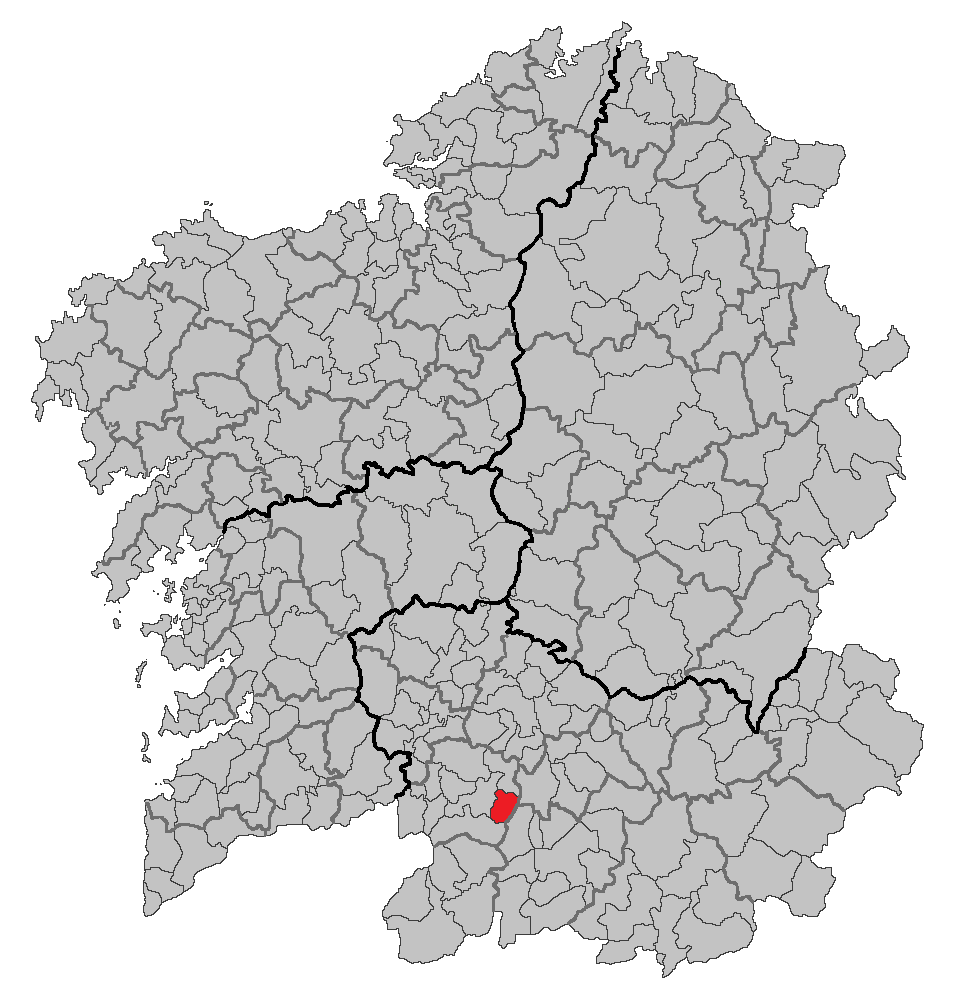
ガリシア州内の位置

ア・ボーラ（ガリシア語: A Bola）はスペイン、ガリシア州、オウレンセ県の自治体、コマルカ・ダ・テーラ・デ・セラノーバに属する。ガリシア統計局によると、2011年の人口は1,436人（2010年：1,463人、2009年：1,486人、2004年：1,549人、2003年：1,540人） 。カスティーリャ語表記はLa Bola。
ガリシア語話者の自治体人口に占める割合は90.78％（2011年）。

## 地理
ア・ボーラはオウレンセ県の西部に位置し、コマルカ・ダ・テーラ・デ・セラノーバに属する。北はア・メルカと、東はライリス・デ・ベイガと、南はベレーアと、西はセラノーバの各自治体と隣接、自治体中心地区はサンタ・バイア・デ・ベレード教区のア・ボーラ地区。
ア・ボーラはセラノーバ司法管轄区に属す。

### 人口
人口は8つの教区の107の集落に分散している。
| ア・ボーラの人口推移 1900－2010                         |
|                                                         |
| 出典:INE（スペイン国立統計局）1900年 - 1991年、1996年 - |

## 政治
自治体首長はガリシア民族主義ブロック（BNG）のマリーア・テレーサ・バルヘ・ベージョ（María Teresa Barge Bello）、自治体評議員はガリシア民族主義ブロック:7、ガリシア国民党（PPdeG）:2となっている（2011年5月22日の自治体選挙結果、得票順）。
| 1999年6月13日自治体選挙 |        |        |          |
| 政党                    | 得票数 | 得票率 | 獲得議席 |
| PPdeG                   | 765    | 63.33% | 6        |
| BNG                     | 248    | 20.53% | 2        |
| PSdeG-PSOE              | 184    | 15.23% | 1        |

| 2003年5月25日自治体選挙 |        |        |          |
| 政党                    | 得票数 | 得票率 | 獲得議席 |
| PPdeG                   | 523    | 42.49% | 4        |
| IPB                     | 491    | 39.89% | 4        |
| BNG                     | 169    | 13.73% | 1        |
| PSdeG-PSOE              | 46     | 3.74%  | 0        |

| 2007年5月27日自治体選挙 |        |        |          |
| 政党                    | 得票数 | 得票率 | 獲得議席 |
| BNG                     | 862    | 68.58% | 7        |
| PPdeG                   | 321    | 25.54% | 2        |
| PSdeG-PSOE              | 71     | 5.65%  | 0        |

| 2011年5月22日自治体選挙 |        |        |          |
| 政党                    | 得票数 | 得票率 | 獲得議席 |
| BNG                     | 802    | 73.11% | 7        |
| PPdeG                   | 264    | 24.07% | 2        |
| PSdeG-PSOE              | 21     | 1.91%  | 0        |

## 教区
ア・ボーラは8の教区に分けられる。太字は自治体中心地区のある教区。
- ベレード（サン・ミゲル）
- パルダベドラ（サンティアーゴ）
- ポデンテス（サンタ・マリーア）
- サン・マルティーニョ・デ・ベレード（サン・マルティーニョ）
- サンタ・バイア・デ・ベレード（サンタ・バイア）
- ソルガ（サン・マメーデ）
- ソウトメル（サンタ・ロカイア）
- ベイガ（サン・ムニオ）